# Alec Dufty
Alec Dufty (Raleigh, Carolina del Norte, 11 de marzo de 1987) es un exfutbolista jugaba de portero.

## Inicios
Dufty Empezó su carrera en el fútbol colegial de Estados Unidos en la Universidad Appalachian State. Tras una temporada en Appalachian se une a la Universidad de Evansville, donde es considerado unos de los mejores porteros del fútbol colegial de Estados Unidos.

## Profesional
Tras su paso colegial, Dufty es fichado por Red Bull New York de Major League Soccer en marzo de 2009. Por sus condiciones, Dufty es considerado una apuesta para el futuro.

## Internacional
Dufty ha sido convocado en varias ocasiones para la selección sub-20 de Estados Unidos.